# Therese Åsland
Therese Sessy Åsland  est une footballeuse norvégienne, née le 26 août 1995, évoluant au poste d'attaquante. Elle joue avec le club de Djurgårdens IF.

## Biographie
Après avoir été de toutes les sélections de jeunes, elle connaît sa première sélection avec l'équipe nationale le 11 novembre 2018 face au Japon (défaite 4-1).
Le 2 mai 2019 elle est convoquée parmi les 23 joueuses devant disputer la Coupe du monde 2019.